# Фабр д’Эглантин
Фили́пп Франсуа́ Назе́р Фабр, известный также как Фабр д’Эгланти́н (фр. Philippe-François-Nazaire Fabre, Fabre d’Églantine; 28 июля 1750, Каркассон, — 5 апреля 1794, Париж) — французский писатель и политический деятель.
Ему принадлежит популярная песенка «Il pleut, il pleut, bergère» (1780).

## Биография
Вначале был актёром, но скоро посвятил себя литературе. После нескольких неудач обратил на себя внимание комедией «„Филинт“ Мольера», в которой он придал мольеровскому Филинту черты развратного аристократа и в ряде весёлых и фривольных сценок рисовал очень мрачными красками нравы французской аристократии.
Затем последовали: «L’intrigue épístolaire» (обе комедии перепечатаны в «Chefs d’oeuvre des auteurs comiques», Париж, 1847, т. 8), «Convalescent de qualité» и «Les Précepteurs». Уступая Бомарше по таланту и значению, Фабр д’Эглантин писал и действовал в том же направлении; бичуя аристократию, он угождал молодой буржуазии, в которой видел силу и здоровье.
Революция толкнула его на политическое поприще. Он был избран в Конвент, где занял место на Горе, в рядах ближайших сторонников Дантона. Он оправдывал сентябрьские убийства, голосовал за смерть короля, обличал эбертистов.
В январе 1794 года он был арестован и предан суду вместе с дантонистами. Обвинение разделило дантонистов на две группы: одну, с Дантоном во главе, обвиняли в стремлении восстановить монархию, другую, с Фабр д’Эглантином, в участии в заговоре, имевшем целью «обесславить и унизить народное представительство и разрушить путём продажности республиканское правительство».
В частности против Фабр д’Эглантина было выставлено обвинение, будто он вёл тайные переговоры с Уильямом Питтом и получал от него деньги. Обвинение не было доказано, но Фабр не мог добиться предъявления необходимого для защиты документа, под конец был лишён (как и другие обвиняемые) слова, признан виновным и казнён.

## Издания
После его смерти появились в двух томах его «Oeuvres posthumes et mêlées» (1803).

## Образ в культуре
Фабр д'Эглантин стал персонажем романа британской писательницы Хилари Мантел «Сердце бури» (1992). Он появляется в немом фильме «Наполеон» (1927), где его сыграл Рафаэль Лиевин.